# Studenčice, Radovljica
Studenčice so naselje v Občini Radovljica.